# زیردریایی یو-۴۹۱
زیردریایی یو-۴۹۱ (به انگلیسی: German submarine U-491) یک زیردریایی بود که طول آن ۶۷٫۱ متر (۲۲۰ فوت ۲ اینچ) و ارتفاع آن ۱۱٫۷ متر (۳۸ فوت ۵ اینچ) بود. این زیردریایی در سال ۱۹۴۲ ساخته شد.